# محمد مارتيني
محمد رامي مارتيني (مواليد 1970 في حلب) مهندس مدني وسياسي سوري شغل منصب وزير السياحة من 26 تشرين الثاني 2018 إلى 10 كانون الأول 2024 بعد يومين من سقوط نظام الأسد.
رأس مارتيني أول وفد رسمي سوري إلى الرياض بعد انقطاع العَلاقات الرسمية بين البلدين بعد الأزمة السورية في العام 2011.

## سيرته
ولد مارتيني في حلب، وهو مهندس مدني سوري، حيث حاز شهادة بكالوريوس في الهندسة المدنية - اختصاص إدارة مشاريع من جامعة حلب، وهو متزوج ولديه 3 أبناء.
شغل في السابق، منصب معاون وزير السياحة بين أبريل (نيسان) 2014 ونوفمبر (تشرين الثاني) 2018، كما شغل منصب رئيس كل من “مجلس رجال الأعمال السوري الروسي” ممثلاً عن الجانب السوري بين 2014 و2016، و”اتحاد غرف السياحة السورية” بين 2008 و2014، إضافة إلى رئاسته مجلس إدارة “شركة مارتيني و شركاه”.
أجرى مارتيني في أيار (مايو) 2021، أول زيارة رسمية لوفد سوري منذ 10 سنوات، إلى العاصمة السعودية الرياض على رأس وفد سياحي. وجاءت زيارة مارتيني للرياض تلبية لدعوة من وزارة السياحة السعودية ومنظمة السياحة العالمية. وقد شارك الوفد السياحي السوري بالاجتماع السابع والأربعين للجنة منظمة السياحة العالمية للشرق الأوسط، وافتتاح المكتب الإقليمي للشرق الأوسط، إضافة إلى مؤتمر إنعاش السياحة الذي أقيم في مدينة الرياض.